# Pándi Tükör
A Pándi Tükör egy helyi közéleti- és kulturális, negyedévente megjelenő lap.

## Története
Nevét Dr. Mészáros István pándi református lelkipásztor Pánd község életének tükre című, 1941-ben megjelent kiadványáról kapta. Terjesztése csak Pándon történik, de nagy számban olvassák (vásárolják meg) a településről elszármazottak is. Pánd egyetlen sajtóorgánuma március, május-június, szeptember-október és december hónapokban jelenik meg. Elsősorban a községben történt legfontosabb eseményekről, közszolgálati hírekről, helyi klubok és társulatok életéről és sikereiről számol be. Az újságot 1992. május 20-án alapították. 2010 szeptemberében a modern sajtószerkesztési elveket követve teljes átalakuláson esett át.

## Impresszum
- Lapszerkesztők: Lázók József, Major Pálné, Safranyik Zoltánné

Állandó munkatárs:
Molnár József (főszerkesztő 1992-2010)

## A Pándi Tükör állandó rovatai
- KURÍR (Perspektíva; A negyedév üzenete; Hírkoszorú; Közszolgálati hírek; Távirati stílusban; A Kisebbségi Önkormányzat tájékoztatói; Óvodai híradó; SuliInfo - A Pándi Általános Iskola hírei; A Mozgáskorlátozottak Közép-Magyarországi Regionális Egyesület Tápió-menti Szervezetének beszámolói)

- TALÁLJA FEJÉN A SZÖGET! (kvíz)

- AZ ÉLET KORONÁJA (A Pándi Református Egyházközség rovata)

- A NEGYEDÉV EMBERE (interjúsorozat)

- KAVALKÁD (A Pándi Hagyományőrzők Társulatának programjelentése; A Kertbarátok Klubjának hírei; A Pándi Őszirózsa Nyugdíjas Klub beszámolói)

- KULTÚRFLOTTA (Köztünk élnek, nimbuszt építenek; helytörténeti áttekintés; szépirodalmi esszék; ünnepi megemlékezések; képzőművészeti sorozat; könyvtári ajánlat; Receptsarok)

- SPORT-TÁRS (sportrovat)